# آدرو
آدرو (وتنطق بالبريشيان: Àder) هي (بلدية) ومدينة في مقاطعة بريشيا، في لومباردي، وتمارس بها مهنة تقليدية لزراعة العنب، وذلك لوقوعها في منطقة فرانشاكورتا (شمال إيطاليا).

## الجغرافيا الفيزيائية
تقع (بلدية) أو مدينة آدرو عند سفح جبل ألتو في فرانشاكورتا على بعد حوالي ستة كيلومترات من لاغو دي إسيو في الجزء الجنوبي الغربي من مقاطعة بريشيا.

## أصل الاسم
مما ورد عن Mazza (1986)، فإن أصول الأسماء الجغرافية غير يقينيّة: ويزعم Dante Olivieri أن الاسم قد أَتى من اللاتينية ater أو atro («أسود»، «داكن»، «غامض»)، فبينما اقترح باولو جويريني اشتقاق الاسم من أيسر ، مما يدل على الوجود القديم لغابات القيقب. في وثيقة من 822 تسمى أترو.

## تاريخ
أقدم دليل على أنثروبيسيشن في بلدية أو مدينة أدرو هو اكتشافات العصر الحجري الحديث، التي وجدت في قرية Torbiato [الإنجليزية]
 . وتَعَاقُب اكتشافات القبور التي تحتوي على بضائع جنائزية من أواخر العصر الإمبراطوري (القرن الثالث) ولونجوباردي  إلى أَمَد لاحق.
أقدم أخبار قرية أدرو موجودة في الوثيقة التي ورد ذكرها باسم أترو بتاريخ 10 أبريل 822. وفي ذلك، أعطى Abbess Eremperga vico con corte إلى Rampergo معين.
تم بناء القلعة بين القرنين الثالث عشر والرابع عشر: وفي أعمال عامي 1006 و 1050 سُمي أدرو باسم فيكوس وليس كاستروم . تحت سيطرة Visconti وتحت سيطرة البندقية، وكان Adro ينتمي إداريًا إلى quadra (Town Square) في Palazzolo.
خلال الهيمنة الفينيسية - المعروفة شعبياً باسم دوميني دي ترافيرما - على الإقليم (من 1426 إلى 1797) اكتسبت عائلة بارنياني أهمية في القرية، وأهمية في حياة المدينة بين القرنين السابع عشر والثامن عشر، والتي نجح فيها داندولو.

### معطف الاذرع
يتكون شعار النبالة للمدينة من تاج ذو رأس مستدير من الفضة على حقل أخضر محاط بثلاث عناقيد عنب بفروعها ومحلاقها. ومن هذه المجموعات، يوجد اثنان في الأعلى، بينما الآخر في الطرف الأكبر؛ الكرمة ذهبية، تحميل الحزمة. ويظهر أقدم شكل من شعار النبالة هذا في اللوحات الجدارية في القرن السادس عشر لكنيسة الرعية القديمة.

## الآثار والأماكن ذات الأهمية
المباني ذات الأهمية في (بلدية) أدرو:

### العمارة الدينية
- كنيسة Bargnani.

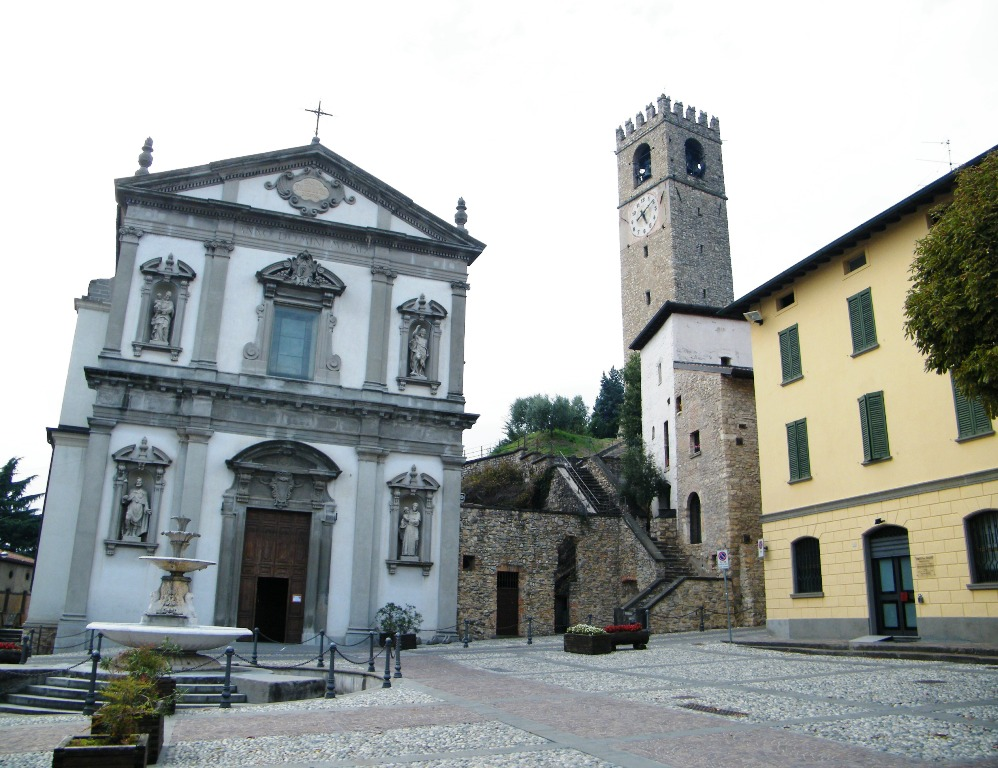
كنيسة أبرشية سان جيوفاني باتيستا

- Chiesa parrocchiale di San Giovanni Battista : حيث تم الانتهاء من بنائه في عام 1769 وشهد التزام السكان المحليين لمدة عشر سنوات بتحقيقه. يقع في وسط المدينة، ويواجه الساحة المزينة بنافورة من حقبة فانتيني. ويوجد بالداخل لوحة ثلاثية من مدرسة رومانينو (القرن السادس عشر)، وتقدم زخارف بجص من القرن الثامن عشر. والمذبح الرئيسي هو عمل أندريا فانتوني وفنانين آخرين في ورشته.
- كنيسة سانتا ماريا في فافينتو: القرن الخامس عشر بلوحات جدارية من القرنين الخامس عشر والسادس عشر وتم ترميمها عام 1962.
- كنيسة القديسة ماريا أسونتا: بُنيت في القرن السادس عشر على تل في القلعة القديمة، وكانت أبرشية حتى تم بناء كنيسة الرعية الحالية، أما اليوم فهي بمثابة مقبرة صغيرة. وهي مجهزة بخلجان كبيرة على الطراز القوطي، ولها مداخل على الجانب الشمالي ودرج محمي بأروقة مزدحمة.
- ملاذ مادونا ديلا نيفي: بني في القرن الثامن عشر على مشروع من قبل رئيس الدير غاسبار توربيني، وهو مبنى ذو مخطط مركزي في شكل ثماني الأضلاع مع قبة.[4]

### العمارة المدنية
- Palazzo Bargnani-Dandolo: تم بنائه من قبل عائلة Bargnani في القرن السابع عشر. وورثته عائلة داندولو وهو حاليًا مقر مجلس المدينة.[4] وأمامه تمثال نصفي لقصر الكونتيسة إرميلينا ماسيلي داندولو للنحات إميليو ماجوني. وتوجد في قاعة المجلس البلدي صورة للنبلاء غايتانو بارنياني رسمها بيتوتشيتو.
- فيلا دي ريفا: بناها المهندس المعماري أنطونيو تاغليفيري في نهاية القرن التاسع عشر.[4]

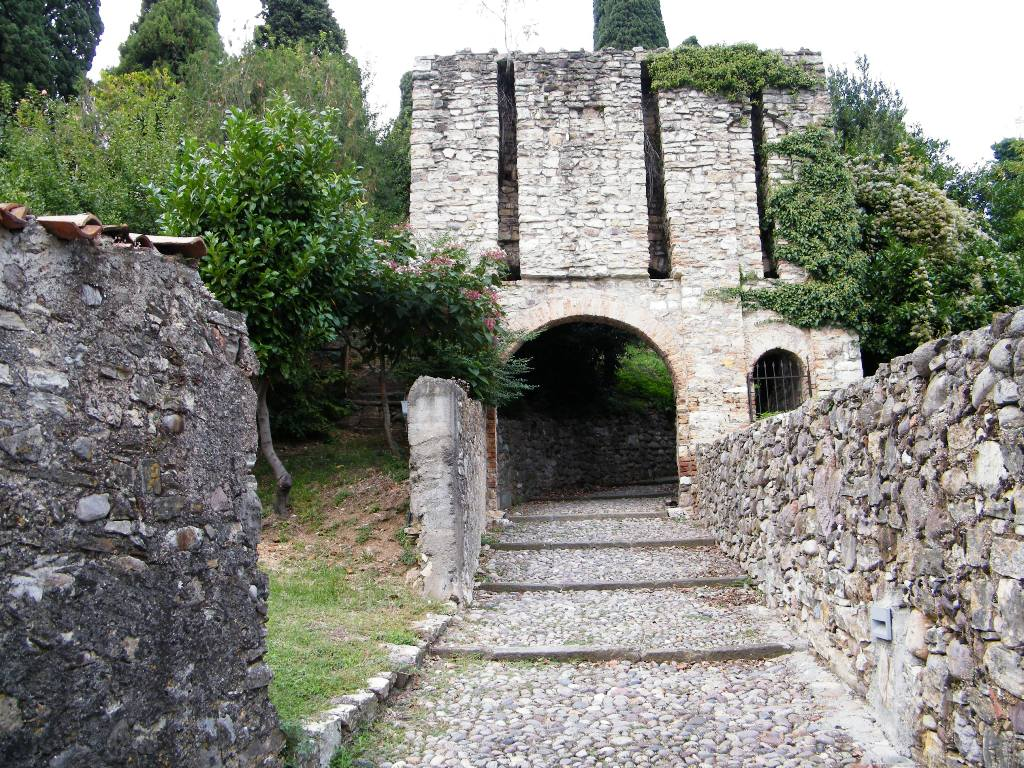
بوابة القلعة

### البنى العسكرية
- البرج: من الحجر المجرد، مع أسوار غيبلين وخطة تيراغونال، والتي كانت مع القلعة القديمة جزءًا من النظام الدفاعي للمدينة في العصور الوسطى.
- القلعة: أقيمت على سفوح الجبل حيث توجد المقبرة بين القرنين الثالث عشر والرابع عشر. واعتبارًا من عام 2013، لم يتبق سوى مدخل القرن الرابع عشر للجسر المتحرك.[4] وفي المقبرة، قبر فينتشنزو فيلا بارجاني-داندولو (القرن التاسع عشر).

## التركيبة السكانية

### الأعراق والأقليات الأجنبية
عدد الأجانب المقيمين في البلدية 651، أي 9.19٪ من السكان. وفيما يلي المجموعات الأكثر تناسقًا:
- المغرب 173 - 2.44٪
- رومانيا 135 - 1.24٪
- ألبانيا 67 - 0.94٪
- الهند 53 - 0.74٪
- السنغال 51 - 0.72٪

### اللغات واللهجات
باللهجة المحلية (Brescian dialect [الإيطالية]
) هناك عبارة Laurà per la césa de Ader ، أو للعمل في كنيسة Adro. مع هذا البيان نعني عمومًا العمل مجانًا: يعود أصل المثل إلى العمل التطوعي العظيم الذي قدم فيه سكان أدريانو أنفسهم عندما قرروا بناء كنيستهم، وكذلك الانخراط في أيام العطلات دون أي تعويض.

## الجغرافيا البشرية
يعترف قانون البلدية بوجود منطقتين: أدرو وتوربياتو. فقد كان هذا الجزء الأخير بلدية مستقلة حتى عام 1928، عندما تم إلغاؤها بالمرسوم الملكي رقم. 1679.

## الاقتصاد
القطاع الذي يستوعب أكبر عدد من العمال هو الصناعة التحويلية  (التي كانت توظف 48٪ من العاملين في عام 2001) يليها البناء (23٪) والتجارة (9٪)؛ ونمت الزراعة (التي شكلت 4 ٪ من الموظفين في عام 2001) في السنوات الأخيرة بسبب مهنة زراعة العنب في المنطقة وتحتل مكانة مرموقة في بانوراما، إنتاج فرانشاكورتا. يغطي البناء 46٪ من الأعمال الحرفية  حيث يقع موقع البلدية في المنطقة الحضرية في لومباردي.

## البنية التحتية والنقل

### الطرق
- A4 الطريق السريع
- طريق المقاطعات SP XI
- طريق المقاطعات SP XII
- طريق المقاطعات SP 17

### السكك الحديدية
تخدم البلدية محطة Borgonato-Adro ، الواقعة على طول خط سكة حديد Brescia-Iseo-Edolo ، وتخدمها القطارات الإقليمية التي تديرها Trenord كجزء من عقد الخدمة المنصوص عليه في منطقة لومباردي.
بين عامي 1897 و 1915 استضافت توربياتو أيضًا محطة ترام Iseo-Rovato-Chiari.

## إدارة

### قائمة العمد

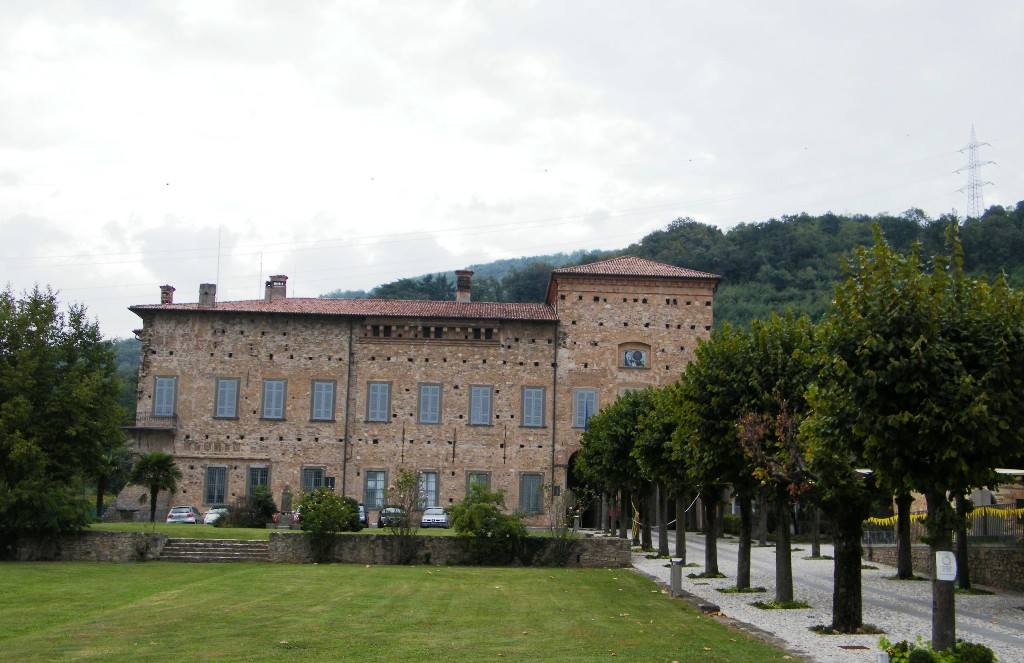
مبنى بلدية أدرو

قالب:ComuniAmminPrecTitolo
| 1975 | 1980 | باتيستا مانسويتي | العاصمة | عمدة |  |

| 1980 | 1985 | باولينو بارزاني | PRI | عمدة |  |

| 1985 | 1990 | أوغوستو كورسيني | العاصمة | عمدة |  |

| 1990 | 1995 | بيرجيوسيبي مونديني | العاصمة | عمدة |  |

قالب:ComuniAmminPrecTitolo
| 24 أبريل 1995 | 15 سبتمبر 2003 | باولينو بارزاني | قائمة مدنية | عمدة |  |

| 15 سبتمبر 2003 | 14 يونيو 2004 | روبرتا فيروسيو |  | مفوض |  |

| 14 يونيو 2004 | 26 مايو 2014 | دانيلو أوسكار لانسيني ‏ | الرابطة الشمالية | عمدة |  |

| 26 مايو 2014 | في المكتب | باولو روزا | الرابطة الشمالية | عمدة |  |

### المدن التوأمة
Adro توأم مع:
- Vezia, Switzerland.

## رياضات
نادي كرة القدم ASD Adrense 1909، الذي لعب في البطولات الإقليمية للهواة.

## فهرس
- ^ Attilio Mazza (1986). Il Bresciano – Volume II. Le colline e i laghi. Bergamo: Bortolotti. ص. 208–209. 878134431.